# Maireana schistocarpa
Maireana schistocarpa är en amarantväxtart som beskrevs av Paul G. Wilson. Maireana schistocarpa ingår i släktet Maireana och familjen amarantväxter. Inga underarter finns listade i Catalogue of Life.